# Hubert Soudant
Hubert Soudant (* 16. März 1946 in Maastricht) ist ein niederländischer Dirigent.
Soudant studierte in Maastricht Horn und Dirigieren. Er wurde Preisträger mehrerer Dirigierwettbewerbe, so des Wettbewerbs von Besançon (1969), des Herbert-von-Karajan-Wettbewerbes in Berlin (1971) und des Cantelli-Wettbewerbes in Mailand (1973).
Von 1981 bis 1983 war Soudant Generalmusikdirektor des Nouvel Orchestre Philharmonique de Radio France, danach bis 1988 Chefdirigent des Utrecht Symphony Orchestra und Erster Gastdirigent des Melbourne Symphonie Orchestra. 1988 wurde er Leiter des Orchestra Arturo Toscanini in Parma. Ab 1994 war Soudant Musikdirektor des Orchestre National des Pays de la Loire (bis 2003) und Chefdirigent des Mozarteumorchesters
Salzburg, dessen Erster Gastdirigent er bis 2004 war. 2004 wurde er Ehrenbürger von Salzburg.
1999 wurde Soudant Erster Gastdirigent des Tokyo Symphony Orchestra, das er von 2004 bis 2014 als Chefdirigent leitete. Als Gastdirigent arbeitete er u. a. mit den Berliner Philharmonikern, den Bamberger Symphonikern, den Wiener Symphonikern, den Osloer Philharmonikern, dem Stockholm Philharmonic Orchestra und dem Orchester der RAI in Turin. Mit dem Orchester der Mailänder Scala spielte er die italienische Uraufführung der Symphonie Turangalîla von
Olivier Messiaen. Mit dem Mozarteumorchester widmete er sich besonders den Werken Wolfgang Amadeus Mozarts und Bruckers.
Soudants Produktion von La clemenza di Tito in Japan 2006 wurde als beste Aufführung des Jahres gekürt. Großen Erfolg hatte er mit einem Zyklus von Schubert-Werken 2008–09 in Japan. Für die Aufnahmen der 4. 5. und 6. Sinfonie und des Violinkonzertes von Tschaikowski sowie der Klavierkonzerte von Franz Liszt erhielt er den Grand Prix du Disque. Mit dem Mozarteumorchester und dem Pianisten Waleri Affanasjew spielte er eine Gesamtaufnahme der Klavierkonzerte Beethovens ein.